# Endrio Leoni
Endrio Leoni (* 22. August 1968 in Dolo) ist ein ehemaliger italienischer Radsportler.

## Sportlicher Werdegang
1986 errang Endrio Leoni gemeinsam mit Gianluca Bortolami, David Solari und Fabio Baldato bei den Bahnweltmeisterschaften der Junioren die Bronzemedaille in der Mannschaftsverfolgung. Zwei Jahre später erhielt er seinen ersten Profivertrag bei der italienischen Mannschaft G.S. Zalf-Euromobil-Fior.
Seinen ersten großen Erfolg errang Leoni beim Giro d’Italia, als er zwei Etappen für sich entschied. Zwei Jahre später gewann er die erste Etappe des Giro und trug einen Tag lang die Maglia rosa. Insgesamt errang er im Laufe seiner Laufbahn insgesamt 20 Profi-Siege, darunter 1994 eine Etappe der Vuelta 1994 und vier Etappen von Tirreno–Adriatico und in den Jahren 2000 und 2001 den Halbklassiker Scheldeprijs. 13-mal startete er bei Grand Tours, konnte er nur zweimal den Giro beenden, bei den anderen Rundfahrten gab er vorzeitig auf. Im Mai 2002 beendete er seine aktive Laufbahn.

## Erfolge
| 1986 - Junioren-Weltmeisterschaft – Mannschaftsverfolgung mit Gianluca Bortolami, David Solari und Fabio Baldato 1992 - zwei Etappen Giro d’Italia 1993 - eine Etappe Tirreno–Adriatico 1994 - zwei Etappen Giro d’Italia - eine Etappe Vuelta a España 1997 - eine Etappe Tirreno–Adriatico - Giro del Lago Maggiore | 1999 - Gran Premio Costa degli Etruschi 2000 - eine Etappe Murcia-Rundfahrt - Scheldeprijs - Grand Prix de Denain - Poreč Trophy 2 2001 - drei Etappen Algarve-Rundfahrt - Scheldeprijs - eine Etappe Murcia-Rundfahrt - zwei Etappen Tirreno–Adriatico 2002 - zwei Etappen Andalusien-Rundfahrt |

## Grand-Tour-Platzierungen
| Grand Tour            | 1991 | 1992 | 1993 | 1994 | 1995 | 1996 | 1997 | 1998 | 1999 | 2000 | 2001 |
| --------------------- | ---- | ---- | ---- | ---- | ---- | ---- | ---- | ---- | ---- | ---- | ---- |
| Giro d’ItaliaGiro     | 133  | DNF  | 106  | DNF  | –    | –    | DNF  | DNF  | –    | –    | DNF  |
| Tour de FranceTour    | –    | –    | –    | –    | –    | –    | –    | –    | –    | –    | –    |
| Vuelta a EspañaVuelta | –    | –    | –    | DNF  | –    | –    | –    | –    | DNF  | DNF  | DNF  |